# Atletisme als Jocs Olímpics d'Estiu de 1972
Als Jocs Olímpics d'Estiu de 1972 celebrats a la ciutat de Múnic (República Federal d'Alemanya) es disputaren 38 proves atlètiques, 24 en categoria masculina i 14 en categoria femenina. Les proves es disputaren a l'Estadi Olímpic de Múnic entre els dies 31 d'agost i 10 de setembre de 1972.
Hi participaren un total de 1.330 atletes, entre ells 961 homes i 369 dones, de 104 comitès nacionals diferents.

## Resum de medalles

### Categoria masculina
| Prova                          | Or                                                                    | Or            | Argent                                                                               | Argent   | Bronze                                                                         | Bronze   |
| 100 m Detalls                  | Valeri Borzov                                                         | 10.14         | Robert Taylor                                                                        | 10.24    | Lennox Miller                                                                  | 10.33    |
| 200 m Detalls                  | Valeri Borzov                                                         | 20.00         | Larry Black                                                                          | 20.19    | Pietro Mennea                                                                  | 20.30    |
| 400 m Detalls                  | Vincent Matthews                                                      | 44.66         | Wayne Collett                                                                        | 44.80    | Julius Sang                                                                    | 44.92    |
| 800 m Detalls                  | Dave Wottle                                                           | 1:45.86       | Yevgeni Arzhanov                                                                     | 1:45.89  | Mike Boit                                                                      | 1:46.01  |
| 1.500 m Detalls                | Pekka Vasala                                                          | 3:36.33       | Kipchoge Keino                                                                       | 3:36.81  | Rod Dixon                                                                      | 3:37.46  |
| 5.000 m Detalls                | Lasse Virén                                                           | 13:26.42 (RO) | Mohammed Gammoudi                                                                    | 13:27.33 | Ian Stewart                                                                    | 13:27.61 |
| 10.000 m Detalls               | Lasse Virén                                                           | 27:38.35 (RM) | Emiel Puttemans                                                                      | 27:39.58 | Miruts Yifter                                                                  | 27:40.96 |
| Marató Detalls                 | Frank Shorter                                                         | 2:12:19       | Karel Lismont                                                                        | 2:14:31  | Mamo Wolde                                                                     | 2:15:08  |
| 110 m tanques Detalls          | Rodney Milburn                                                        | 13.24 (RM)    | Guy Drut                                                                             | 13.34    | Thomas Hill                                                                    | 13.48    |
| 400 m tanques Detalls          | John Akii-Bua                                                         | 47.82 (RM)    | Ralph Mann                                                                           | 48.51    | David Hemery                                                                   | 48.52    |
| 3.000 m obstacles Detalls      | Kipchoge Keino                                                        | 8:23.64 (RM)  | Ben Jipcho                                                                           | 8:24.62  | Tapio Kantanen                                                                 | 8:24.66  |
| 4x100 m relleus Detalls        | Estats UnitsLarry Black · Robert Taylor · Gerald Tinker · Edward Hart | 38.19 (RM)    | Unió SovièticaAleksandr Kornelyuk · Vladimir Lovetsky · Yuris Silovs · Valeri Borzov | 38.50    | RFA · Jobst Hirscht · Karlheinz Klotz · Gerhard Wucherer · Klaus Ehl           | 38.79    |
| 4x400 m relleus Detalls        | KenyaCharles Asati · Hezahiah Nyamau · Robert Ouko · Julius Sang      | 2:59.83       | Regne UnitMartin Reynolds · Alan Pascoe · David Hemery · David Jenkins               | 3:00.46  | FrançaGilles Bertould · Daniel Velasques · Francis Kerbiriou · Jacques Carette | 3:00.65  |
| 20 km marxa Detalls            | Peter Frenkel                                                         | 1:26:42       | Volodímir Holubnitxi                                                                 | 1:26:55  | Hans-Georg Reimann                                                             | 1:27:16  |
| 50 km marxa Detalls            | Bernd Kannenberg                                                      | 3:56:11       | Veniamin Soldatenko                                                                  | 3:58:24  | Larry Young                                                                    | 4:00:46  |
| Salt de llargada Detalls       | Randy Williams                                                        | 8.24 m        | Hans Baumgartner                                                                     | 8.18 m   | Arnie Robinson                                                                 | 8.03 m   |
| Triple salt Detalls            | Víktor Sanéiev                                                        | 17.35 m       | Jörg Drehmel                                                                         | 17.30 m  | Nelson Prudêncio                                                               | 17.05 m  |
| Salt d'alçada Detalls          | Jüri Tarmak                                                           | 2.23 m        | Stefan Junge                                                                         | 2.21 m   | Dwight Stones                                                                  | 2.21 m   |
| Salt amb perxa Detalls         | Wolfgang Nordwig                                                      | 5.50 m (RO)   | Robert Seagren                                                                       | 5.40 m   | Jan Johnson                                                                    | 5.35 m   |
| Llançament de pes Detalls      | Władysław Komar                                                       | 21.18 m (RO)  | George Woods                                                                         | 21.17 m  | Hartmut Briesenick                                                             | 21.14 m  |
| Llançament de disc Detalls     | Ludvík Daněk                                                          | 64.40 m       | Jay Silvester                                                                        | 63.50 m  | Ricky Bruch                                                                    | 63.40 m  |
| Llançament de javelina Detalls | Klaus Wolfermann                                                      | 90.48 m (RO)  | Jānis Lūsis                                                                          | 90.46 m  | Bill Schmidt                                                                   | 84.42 m  |
| Llançament de martell Detalls  | Anatoli Bondarchuk                                                    | 75.50 m (RO)  | Jochen Sachse                                                                        | 74.96 m  | Vasili Khmelevski                                                              | 74.04 m  |
| Decatló Detalls                | Nikolai Avilov                                                        | 8454 pts (RM) | Leonid Litvinenko                                                                    | 8035 pts | Ryszard Katus                                                                  | 7984 pts |

### Categoria femenina
| Prova                          | Or                                                                           | Or            | Argent                                                                               | Argent   | Bronze                                                                    | Bronze   |
| 100 m Detalls                  | Renate Stecher                                                               | 11.07 (RM)    | Raelene Boyle                                                                        | 11.23    | Silvia Chibás                                                             | 11.24    |
| 200 m Detalls                  | Renate Stecher                                                               | 22.40 (=WR)   | Raelene Boyle                                                                        | 22.45    | Irena Szewińska                                                           | 22.74    |
| 400 m Detalls                  | Monika Zehrt                                                                 | 51.08         | Rita Wilden                                                                          | 51.21    | Kathy Hammond                                                             | 51.64    |
| 800 m Detalls                  | Hildegard Falck                                                              | 1:58.55 (RO)  | Nijolė Sabaitė                                                                       | 1:58.65  | Gunhild Hoffmeister                                                       | 1:59.19  |
| 1.500 m Detalls                | Liudmila Bràguina                                                            | 4:01.38 (RM)  | Gunhild Hoffmeister                                                                  | 4:02.83  | Paola Cacchi                                                              | 4:02.85  |
| 100 m tanques Detalls          | Annelie Ehrhardt                                                             | 12.59 (RM)    | Valeria Bufanu                                                                       | 12.84    | Karin Balzer                                                              | 12.90    |
| 4x100 m relleus Detalls        | RFA · Christiane Krause · Ingrid Becker · Annegret Richter · Heide Rosendahl | 42.81         | RDA · Evelyn Kaufer · Christina Heinich · Bärbel Struppert · Renate Stecher          | 42.95    | Cuba · Marlene Elejarde · Carmen Valdés · Fulgencia Romay · Silvia Chibás | 43.36    |
| 4x400 m relleus Detalls        | RDA · Dagmar Käsling · Rita Kühne · Helga Seidler · Monika Zehrt             | 3:22.95       | Estats Units · Mable Fergerson · Madeline Manning · Cheryl Toussaint · Kathy Hammond | 3:25.15  | RFA · Anette Rückes · Inge Bödding · Hildegard Falck · Rita Wilden        | 3:26.51  |
| Salt de llargada Detalls       | Heide Rosendahl                                                              | 6.78 m        | Diana Yorgova                                                                        | 6.77 m   | Eva Šuranová                                                              | 6.67 m   |
| Salt d'alçada Detalls          | Ulrike Meyfarth                                                              | 1.92 m (=WR)  | Yordanka Blagoeva                                                                    | 1.88 m   | Ilona Gusenbauer                                                          | 1.85 m   |
| Llançament de pes Detalls      | Nadejda Txijova                                                              | 21.03 m (RM)  | Margitta Gummel                                                                      | 20.22 m  | Ivanka Hristova                                                           | 19.35 m  |
| Llançament de disc Detalls     | Faina Melnik                                                                 | 66.62 m (RO)  | Argentina Menis                                                                      | 65.06 m  | Vasilka Stoeva                                                            | 64.34 m  |
| Llançament de javelina Detalls | Ruth Fuchs                                                                   | 63.88 m (RO)  | Jacqueline Todten                                                                    | 62.54 m  | Kate Schmidt                                                              | 59.94 m  |
| Pentatló Detalls               | Mary Peters                                                                  | 4801 pts (RM) | Heide Rosendahl                                                                      | 4791 pts | Burglinde Pollak                                                          | 4768 pts |

RM: rècord mundial
RO: rècord olímpic

## Medaller
| Posició | País           | Or | Argent | Bronze | Total |
| 1       | Unió Soviètica | 9  | 7      | 1      | 17    |
| 2       | RDA            | 8  | 7      | 5      | 20    |
| 3       | Estats Units   | 6  | 8      | 8      | 22    |
| 4       | RFA            | 6  | 3      | 2      | 11    |
| 5       | Finlàndia      | 3  | 0      | 1      | 4     |
| 6       | Kenya          | 2  | 2      | 2      | 6     |
| 7       | Regne Unit     | 1  | 1      | 2      | 4     |
| 8       | Polònia        | 1  | 0      | 2      | 3     |
| 9       | Txecoslovàquia | 1  | 0      | 1      | 2     |
| 10      | Uganda         | 1  | 0      | 0      | 1     |
| 11      | Bulgària       | 0  | 2      | 2      | 4     |
| 12      | Austràlia      | 0  | 2      | 0      | 2     |
| 12      | Bèlgica        | 0  | 2      | 0      | 2     |
| 12      | Romania        | 0  | 2      | 0      | 2     |
| 15      | França         | 0  | 1      | 1      | 2     |
| 16      | Tunísia        | 0  | 1      | 0      | 1     |
| 17      | Cuba           | 0  | 0      | 2      | 2     |
| 17      | Etiòpia        | 0  | 0      | 2      | 2     |
| 17      | Itàlia         | 0  | 0      | 2      | 2     |
| 20      | Àustria        | 0  | 0      | 1      | 1     |
| 20      | Brasil         | 0  | 0      | 1      | 1     |
| 20      | Jamaica        | 0  | 0      | 1      | 1     |
| 20      | Nova Zelanda   | 0  | 0      | 1      | 1     |
| 20      | Suècia         | 0  | 0      | 1      | 1     |